# Дарна (телесериал, 2022)
«Дарна» (англ. Darna) — филиппинский супергеройский телесериал основанный на одноимённом персонаже, созданном писателем Марсом Равело и художником Нестором Редондо. Режиссёры — Чито С. Роньо, Авел Сунпонгко и Бенедикт Мике, в главной роли снялась Джейн Де Леон. Премьера сериала состоялась на вечернем блоке Primetime Bida канала «Kapamilya Channel», «A2Z», Todo Max Primetime Singko на TV5 и по всему миру на Filipino Channel 15 августа 2022 года, заменив сериал «Ang Probinsyano».
ABS-CBN приобрела права на экранизацию Дарны 14 июня 2011 года вместе с другими комиксами Равело, которые ранее были в GMA Network. Первоначально сеть планировала сделать художественную экранизацию под баннером Star Cinema с Ангелой Локсин в роли Дарны и режиссером Эриком Матти, но проект прошел десятилетний «производственный ад» из-за регулярных изменений актёров и съёмочной группы и переписывания сценариев. После кастинга Де Леон на роль Дарны в 2019 году основные съёмки начались в следующем году, но из-за большого бюджета проект был переделан в телесериал, разработанный Диндо С. Перес (творческий руководитель) и Джули Энн Р. Бенитес (руководящий продюсер). Полнометражный фильмо  всё ещё планируется выпустить после финала сериала.
Наряду с телевизионной трансляцией сериал выходит на потоковом сервисе iWantTFC, а также на YouTube на ограниченное время.

## Сюжет
В безнадежном и коррумпированном городе, страдающем от преступников с особыми способностями, молодая женщина находит возможность защищать людей, используя мощный камень, который превращает её в супергероиню Дарну.
При выполнении её миссии возникают осложнения, чтобы проверить её мужество и внутреннюю силу. Когда Дарна пытается принять свою роль супергероини народа, её жертвы вдохновляют обычных людей и пробуждают своего собственного героя внутри.

## Производство

### Разработка
Эрик Матти подписал контракт на режиссуру нового фильма Дарны в 2014 году с совместно с компаниями Star Cinema и Matti’s Reality Entertainment. Матти заявил, что фильм направлен на то, чтобы «возродить не только людей, которые знают Дарну, но и людей, которые узнают Дарну впервые». Создание уникальной сюжетной линии бросило вызов режиссёру, так как он не хотел, чтобы его обвиняли в копировании из других супергеройских фильмов, таких как фильмы Marvel Studios. Матти представлял себе фильм под названием «Дарна» как историю взросления, которая серьёзна по тону (аналогично трилогии «Тёмный рыцарь»), но с большим количеством насилия. Ангела Локсин, сыгравшая Дарну в сериале 2005 года, согласилась повторить свою роль, когда к ней обратился Матти. Но она была вынуждена покинуть проект после травмы спины в октябре 2015 года.
Тизер-трейлер фильма был показан во время кинофестиваля Metro Manila в 2015 году, визуальные эффекты которого были предоставлены Mothership VFX, той же компанией, которая работала над некоторыми из ранних фильмов Матти. По словам Матти, тизер был выпущен в преддверии предстоящих выборов 2016 года в качестве уловки, чтобы зрители подумали, что следующий фильм Матти был «связан с политикой». Кроме того, Матти загрузила тизерную фотографию в январе 2016 года женщины с капюшоном в Instagram. Примерно в это же время главная актриса на роль Дарны еще не была раскрыта.
Источники сообщили, что Матти начал основные съёмки фильма в марте 2018 года, начиная с «простых сцен». Однако 4 октября 2018 года ABS-CBN опубликовал заявление для прессы, в котором объявил, что Матти расстался с сетью, а также с Star Cinema «из-за творческих разногласий», и что студия ищет к нового режиссёра. 5 октября 2018 года Джерольд Тэрог заменил Матти. В декабре 2018 года Тэрог рассказал, что начал работать над новым сценарием и костюмом для фильма, последний, по его словам, будет «более практичным».
Тэрог сказал, что сохранит видение Матти о том, как сделать фильм историей происхождения, а также создаст более тонкую историю происхождения, которая отклоняется от предыдущих фильмов о Дарне и их исходного комикса, который, по его мнению, «заржавеет о происхождении Дарны». Он также добавил, что его версия избегает «кэмпи» изображения большинства филиппинских супергероев в пользу рассказа нюансированной и интроспективной истории, где действия супергероя имеют последствия в реальном мире.
С отложенным производством фильма ABS-CBN объявила 4 декабря 2020 года, что разработает телесериал под названием «Дарна Марса Равело», который должен был выйти в 2022 году с Джейн Де Леон в главной роли. Говорят, что фильм выйдет, как только сериал будет закончен.

### Кастинг
Пока «Дарна» всё ещё находилась в разработке как фильм, несколько актрис прошли прослушивание, чтобы заменить Локсин, когда она отказалась в 2015 году, в том числе Лиза Соберано, KC Concepcion, Джесси Мендиола, Надин Лустр, Сара Лахбати и Сара Джеронимо. Соберано заменила Локсин к маю 2017 года. Однако в апреле 2019 года ABS-CBN опубликовала заявление для прессы, в котором было объявиленр, что Соберано покинула проект из-за травмы кости пальца, которую она получила во время производства телесериала «Bagani» 2018 года, и что студия начала искать новую актрису. 17 июля 2019 года Джейн Де Леон была единогласно выбрана из более чем 300 актрис, которые прошли прослушивание.
6 февраля 2020 года Лео Домингес, менеджер Пауло Авелино, подтвердил, что Авелино был выбран на роль в фильме. Тэрог позже подтвердил кастинг Авелино во время сбора средств.
Несмотря на то, что фильм был переделан в телесериал, Де Леон должна была сыграть главную героиню сериала. 12 августа 2021 года Иза Кальзадо была выбрана на роль первой Дарны и матери Нарды. 5 октября 2021 года Кико Эстрада, Ричард Куан, Саймон Ибарра, Леви Игнасио, Джодж Агпанган, Марк Маникад, Young JV, LA Santos, Його Сингх, Цеппи Борромео, Марвин Яп, Тарт Карлос и Джеральд Акао были выбраны на роль, включая Джошуа Гарсию в главной мужской роли и Зайцзянь Джараниллу в роли Динга. 19 ноября 2021 года Джанелла Сальвадор была официально представлена как та, кто сыграет заклятого врага главной героини, Валентину. 17 февраля 2022 года закулисные фотографии показали, что Паоло Гумабао присоединился к актёрскому составу сериала. 1 марта 2022 года было подтверждено, что Гумабао взял на себя роль Кико Эстрада в роли Ноя Вальестероса. 3 марта 2022 года Дон Чанг получила нераскрытую роль. Кристиан Бейблс — последнее дополнение к сериалу.

### Съёмки
Съёмки фильма начались 19 января 2020 года, снятые на звуковой сцене ABS-CBN в Сан-Хосе-дель-Монте, Булакан. Однако 21 августа 2020 года ABS-CBN официально отложила производство фильма из-за пандемии COVID-19, через неделю после того, как сеть объявила, что она «отменила» проект «из-за большого бюджета фильма (140 миллионов филиппинских песо) и пандемии коронавируса».
4 декабря 2020 года во время подписания контракта с артистами Star Magic было объявлено, что кинопроект «Дарна» станет сериалом в 2021 году. 21 декабря 2020 года во время тизера «Дарны» в видео «Together as One in 2021», Де Леон сказала, что съёмки начнутся в январе 2021 года, но из-за того, что Де Леон стала гостем в сериале «Ang Probinsyano», съёмки сериала были отложены. 5 февраля 2021 года во время пресс-конференции Де Леон заявила, что новый проект «Дарна» будет очень современным, а её персонаж Дарны будет очень «миленниальным».
28 июля 2021 года ABS-CBN объявила, что съёмки сериала начнутся в начале сентября 2021 года, но расписание было изменено на ноябрь, чтобы дать больше времени для обучения Де Леон, в то время как Де Леон снимает оставшиеся эпизоды на своей гостевой роли в «Ang Probinsyano». 4 октября 2021 года ABS-CBN объявила, что Чито С. Роньо будет снимать первые две недели сериала. Авел Суньпонгко будет выступать в качестве сорежиссёра, а Кейко Акино — главным сценаристом. Роньо предполагает, что сериал будет менее мыльным, более суровым и реальным. Основные съемки сериала официально начались 15 ноября 2021 года на звуковой сцене ABS-CBN.

### Маркетинг
21 декабря 2020 года тизер был показан в видео «Together as One in 2021». 19 декабря 2021 года 45-секундный тизер был показан на рождественском спецвыпуске ABS-CBN 2021 вместе с другими предстоящими проектами на 2022 год. 16 мая 2022 года в социальных сетях был выпущен новый 45-секундный тизер, который содержит те же клипы, а также дополнительные сцены, которых не было в последнем тизере. 7 июля 2022 года был выпущен официальный трейлер.
13 июня 2022 года дразнящее изображение стало вирусным после того, как ABS-CBN временно изменили свой профиль в социальных сетях и сменили обложки на другой логотип, напоминающий головной убор Дарны, который указывает на то, что сериал скоро выйдет. Дразнящее изображение спрашивает «Nasaan si Darna?» («Где Дарна?») что сделало его вирусным. Это вызвало много отклика, а также люди комментировали свое волнение по поводу шоу, некоторые из них получили остроумные ответы, в то время как другие делают фотографии со своими костюмами Дарны.
16 июня 2022 года была открыта фреска Дарны, чтобы продемонстрировать расширение прав и возможностей, героизм и надежду, посвященную фронтлайнерам и повседневным героям. Фреска также представляет собой героя каждого человека, приносящего надежду и позитив в неопределенности и реальности.
6 июля 2022 года был выпущен официальный тизерный плакат.

### Музыка
28 июля 2022 года было объявлено, что группа «BGYO» споёт оригинальный саундтрек к сериалу под названием «Patuloy Lang Ang Lipad». Он был официально выпущен 14 августа 2022 года.
6 сентября 2022 года продюсер Джули Энн Р. Бенитес подтвердил, что есть ещё три песни, которые будут выпущены для саундтрека.

## Международный показ
Телесериал будет представлен на Asia TV Forum & Market (ATF) в Сингапуре на 2-м ежегодном фестивале телевизионных показов TV Asia, наряду с другими хитовыми сериалами с Кэтрин Бернардо и Даниэлем Падилья, Пиоло Паскуалем и Лови По и многими другими.

## Реакция
«Дарна» имела коммерческий успех на всех ведущих цифровых платформах. Пилотная серия собрала более 41 миллиона просмотров на YouTube. Сериал постоянно набирал около 230 000 просмотров в прямом эфире одновременно за эпизод (по сравнению с его соперником «Lolong» с 14 000) на YouTube. Кроме того, сериал также стал самым популярным шоу на iWantTFC после дебюта в первой пятерке на премьере. Сериал также стала самым популярным шоу в Google, собрав около 80% всех веб-поисков в первую неделю, сохраняя огромное лидерство против четырёх других местных прайм-тайм драм.
В ноябре 2022 года ABS-CBN Corporate сообщила, что серия «12 weeks» собраал более 15 миллионов просмотров на YouTube (с 31 октября по 4 ноября), в то время как за неделю до этого (с 24 по 28 октября) на платформе было набрано более 15,7 миллиона просмотров.

### Пред-дебют
Официальный трейлер сериала набрал более 5 миллионов просмотров менее чем за 24 часа на всех ведущих платформах социальных сетей, набрав один миллион просмотров на Facebook всего за 4 часа. Между тем, официальный хэштег #DarnaTrailer сразу же попал на вершину списка трендов Twitter Philippines и оставался там весь следующий день.

### Дебют выходного дня
Пилотная серия была хорошо принята зрителями. После своего первого показа как на телевидении, так и на цифровых платформах хэштег #Darna в Twitter стал трендовой темой «No. 1» в «Twitter Philippines» и во всём мире. На YouTube сериал также привлек 296 334 зрителей на протяжении всего первого эпизода.
Вторая серия сохранил стабильные цифры, собирая более 250 000 одновременных зрителей на YouTube, и стал популярной темой в Twitter Philippines, а тег #FirstDarna занял второе место. Сериал сохранял свою зрительскую аудиторию в последующие дни вплоть до превращении Нарды в более позднем эпизоде, который стал трендовой темой «No. 1» по всей стране и вторым во всем мире в Twitter.

### Критика
Райан Окиза из «Rappler» дал положительный отзыв, назвав его «зернистым, современным пересказом», который может подняться ещё выше. Кроме того, он также заявил, что сериал также представляет интригующую историю созревания, которая вознаграждает несправедливость и наказывает за героизм. Окиса также похвалил выступления Изы Кальзадо, Джанеллы Сальвадор и Джейн Де Леон. Он описал Кальзадо как того, кто украл шоу, заявив, что её изображение «Первой Дарны» обладает гравитацией Ангелы Локсин и бравадо Анжанетт Абаяри.
Майк Дис из «The Philippine Star» также похвалил сериал и похвалил темп сюжета, то, как было представлено её происхождение и выступления Изы Кальзадо, Джейн де Леон и Джошуа Гарсии. Он подчеркнул, что Кальзадо придаёт характеру вес и «испускает ауру власти». Семья Равело сказала, что ABS-CBN — лучшая платформа для Дарны, подчеркивая качество их работ и все варианты, которые у них были, сеть остается лучшим выбором для супергероини комиксов и прав на 13 других персонажей комиксов, созданных Марсом Равело.
Серия также выходила за рубежом. Недавний отзыв зрителя из Индонезии похвалил шоу, подчеркнув актёрское мастерство, его качество и сказал, что ему нравится эта версия больше (включая костюм Дарны), чем две последние телевизионные экранизации от конкурирующей сети.

### Отзыв экспертов
Филиппинское общество сохранения биоразнообразия приветствовало взгляд ABS-CBN на змеиную суперзлодейку, Валентину. Они сказали, что она продемонстрировала различные виды «змеиного морфовида», в которых две змеи Валентины напоминают филиппинскую гадюку и самарскую кобру. Далее добавляется: «Хотя мы не полностью одобряем общую связь между змеями и злодеями, эта новая змея Валентины прекрасно отражает богатое разнообразие змей (около 140 видов), которое у нас есть в стране».

### Рейтинги
Несмотря на ограниченный охват по бесплатному телевидению, Kantar Media Philippines сообщила, что пилотная серия сериала управляла своим временным интервалом, достигнув 19,4% в Мега Маниле и 23% в Метро Манила. Серия также оценила 21,9% в общем числе висайских островов и 22,2% в сельских висайских островах.
AGB Neilsen Philippines также сообщил, что сериал получил рейтинг 10,5% во время премьеры 15 августа, поставив его на 5-е место.